# Řídeč
Řídeč är en ort i Tjeckien. Den ligger i regionen Olomouc, i den östra delen av landet, 210 km öster om huvudstaden Prag. Řídeč ligger 285 meter över havet och antalet invånare är 168.
Terrängen runt Řídeč är kuperad åt nordost, men åt sydväst är den platt. Runt Řídeč är det ganska tätbefolkat, med 124 invånare per kvadratkilometer. Närmaste större samhälle är Olomouc, 18,9 km söder om Řídeč. I omgivningarna runt Řídeč växer i huvudsak blandskog.